# Théo Cholbi
Pour les articles homonymes, voir Cholbi.
Théo Cholbi, né le 22 juillet 1991 à Chenôve (Côte-d'Or), est un acteur, musicien et chanteur français. Il est le chanteur de Süeür.

## Biographie
Théo Cholbi est le fils du réalisateur de télévision Pierre Cholbi et le demi-frère de l'auteur compositeur et interprète Damien Saez.
Musicien de formation, Théo Cholbi suit des cours de comédie au Centre national du Théâtre le Grenier de Bourgogne de Dijon, dirigés par Jean Maisonnave. Il joue dans des clips et des courts-métrages dès le début des années 2000.
Après quelques apparitions au cinéma, c’est Larry Clark qui lui offre son premier rôle important dans The Smell of Us, l'histoire de jeunes skateurs un peu paumés tentés par le marché de l'escort. Il est ensuite le partenaire de Catherine Frot dans Marguerite de Xavier Giannoli et de Jean-Pierre Darroussin dans Coup de chaud de Raphaël Jacoulot.
On le voit aussi dans des épisodes de plusieurs séries dont Virage Nord et Un village français. En 2016, il remporte le prix du meilleur espoir masculin au Festival des créations télévisuelles de Luchon, pour son interprétation dans le téléfilm Le choix de Cheyenne de Jean-Marc Brondolo. La même année, il est couronné meilleur jeune espoir masculin au Festival Jean Carmet de Moulins pour son interprétation dans le court-métrage Salinger est mort de Benjamin Serero.
En 2017, Théo Cholbi et Florian Serrain créent le projet musical de hip-hop et post-punk, Süeür. Après deux EP, leur premier album Peut-être sort le 24 janvier 2020.

## Filmographie

### Cinéma

#### Longs métrages
- 2013 : Des morceaux de moi de Nolwenn Lemesle : Javier
- 2014 : Tristesse Club de Vincent Mariette : Guillaume
- 2014 : Catacombes de John Erick Dowdle : l'adolescent dépressif
- 2015 : The Smell of Us de Larry Clark : Pacman
- 2015 : Marguerite de Xavier Giannoli : Diego
- 2015 : Coup de chaud de Raphaël Jacoulot : Dylan
- 2016 : Réparer les vivants de Katell Quillévéré : Sam
- 2017 : Aurore de Blandine Lenoir : Tim
- 2018 : La Belle et la Belle de Sophie Fillières : le garçon éméché au Bocuse
- 2019 : Douze mille de Nadège Trebal : Yanis
- 2022 : La Nuit du 12 de Dominik Moll : Willy
- 2022 : Les Harkis de Philippe Faucon : Pascal
- 2022 : Les Rascals de Jimmy Laporal-Trésor
- 2023 : Les Secrets de la princesse de Cadignan d'Arielle Dombasle : Victurnien d'Esgrignon
- 2023 : Passages d'Ira Sachs : Jérémie
- 2023 : Flo de Géraldine Danon : Philippe Poupon
- 2024 : Eat the Night de Jonathan Vinel & Caroline Poggi : Pablo
- 2024 : Planète B d'Aude-Léa Rapin : Kylian

#### Courts métrages
- 2011 : Le Sursitaire de Kevin Garnier
- 2011 : Le Lien d'Odile Selbonne
- 2011 : Pisseuse de Géraldine Keiflin : Ivan
- 2011 : Les Apaches de Christelle Lahaye
- 2012 : Rose, maintenant de Julien Hallard : Franck
- 2012 : Trois secondes et demie d'Edouard Beaucamp : Thomas
- 2012 : Feux de Thibaut Piotrowski : le grand frère
- 2013 : Perdu d'avance de Jules Gassot : Lui
- 2013 : Le Retour de Yohann Kouam : Théo
- 2014 : Mars d'Angela Terrail : Oleg
- 2014 : Les fleuves m'ont laissée descendre où je voulais de Laurie Lassalle : Arthur
- 2015 : Salinger est mort de Benjamin Serero
- 2015 : Tropique de Marion Defer : Cyril
- 2016 : Supermarket de Pierre Dugowson
- 2016 : Les Lunes de Karim Morel
- 2019 : Stuck Option de Pierre Dugowson : le garçon

### Télévision

#### Téléfilms
- 2016 : Le Choix de Cheyenne de Jean-Marc Brondolo : Max Keller
- 2018 : Illégitime de Renaud Bertrand : Serge

#### Séries télévisées
- 2014 : Virage Nord, trois épisodes La Clé, Le Miroir, Nicolas de Virginie Sauveur : Alan
- 2014-2015 : Un village français, épisode Paris libéré de Jean-Philippe Amar et Le Procès de Patrice Martineau : Xavier
- 2017 : Manon 20 ans de Jean-Xavier de Lestrade (mini-série) : Bruno

## Discographie

### Avec Süeür

#### Singles
- 2019 : MTM (Sur ma vie)
- 2019 : En équilibre
- 2020 : BAD
- 2022 : Faille
- 2022 : Rage2
- 2022 : Arrêt d'urgence
- 2022 : Clémence

## Théâtre
- 2013-2014 : Seventeen, poème visuel et sonore sur des chansons de David Bowie ou des poèmes d'Arthur Rimbaud, mise en scène François Stemmer, au Point Éphémère de Paris, en tournée

## Distinctions
- Festival des créations télévisuelles de Luchon 2016 : meilleur espoir masculin pour Le choix de Cheyenne
- Festival Jean-Carmet de Moulins 2016 : meilleur jeune espoir masculin pour Salinger est mort
- Festival du film de Cabourg 2017 : meilleur acteur dans un court métrage, avec Zacharie Chasseriaud pour Tropique
- Festival Polar de Cognac 2024 : meilleur acteur pour Gazoline[6]